# بريت هال (لاعب هوكي الجليد)
بريت هال (بالإنجليزية: Brett Hull)‏ هو لاعب هوكي الجليد كندي وأمريكي، ولد في 9 أغسطس 1964 في بيلفي في كندا.

## وصلات خارجية
- بريت هال على موقع دوري الهوكي الوطني (الإنجليزية)
- بريت هال على موقع قاعة مشاهير الهوكي (لاعب أن.إتش.أل) (الإنجليزية)
- بريت هال على موقع EliteProspects.com (الإنجليزية)
- بريت هال على موقع Eurohockey.com (الإنجليزية)
- بريت هال على موقع HockeyDB.com (الإنجليزية)
- بريت هال على موقع Hockey-Reference.com (الإنجليزية)
- بريت هال على موقع أوليمبيديا (الإنجليزية)
- بريت هال على موقع الموسوعة البريطانية (الإنجليزية)
- بريت هال على موقع إن إن دي بي (الإنجليزية)